# جامعة دلمون للعلوم والتكنولوجيا
جامعة دلمون للعلوم والتكنولوجيا هي جامعة خاصة بالبحرين،
كانت جامعة سابقا والان منحلة ومغلقه تأسست عام 2004 للميلاد تمنح البكالوريس والماجستير ولها اتفاقات دولية مع جامعة اليرموك الأردنية واتفاقية أخرى مع الأكاديمية العربية للعلوم والتكنولوجيا.

## التاريخ
تعتبر جامعة دلمون أول كلية جامعية خاصة في البحرين حيث بدأت بكلية إدارة الأعمال، تم تأسيسها من قبل حسين القاضي، في العام 1996. تم كشف الشهادات المزورة من قبل مجلس التعليم العالي في البحرين واغلاقها وحلها بحكم قضاى ي

## سحب الترخيص
قرر مجلس التعليم العالي التابع لوزارة التربية والتعليم سحب الترخيص من الجامعة بعد أن تم كشف ادانت الجامعة بشبهة إصدار شهادات مزورة.